# Bacino collettore
Il bacino collettore (o zona di accumulo o circo glaciale) è la zona in cui si verifica l'accumulo di neve che poi per compattazione e ricristallizzazione dà origine ad un ghiacciaio. Il limite inferiore del bacino collettore è detto limite delle nevi persistenti e la sua quota varia a seconda dell'area geografica, mentre ai poli è al livello del mare più ci si avvicina all'equatore più la sua quota aumenta. Nel caso di ghiacciai locali dal bacino collettore si dipartono uno o più bacini di ablazione nei quali si allungano le lingue glaciali.